# Серебрякова, Галина Иосифовна
Гали́на Ио́сифовна Серебряко́ва (урожд. Бык-Бек; 7 [20] декабря 1905, Киев — 30 июня 1980, Москва) — русская советская писательница и журналистка, автор романов о Марксе и Энгельсе.

## Биография
Родилась в семье революционеров. Отец, Иосиф Моисеевич Бык-Бек (1882—1936), был земским врачом, при советской власти побывал начальником политуправления войск ВОХР, полпредом в Хорезме, директором Музея изобразительных искусств имени А. С. Пушкина (1933—1935), директором курортного треста; расстрелян в 1936 году. Мать, Бронислава Сигизмундовна Красутская (Красуцкая), партийный работник, после революции работала в ЧК и партийных органах (по утверждению дочери Галины Серебряковой — Гелианы Тартыковой-Сокольниковой, была дочкой фабриканта из Люблина, пианисткой — окончила Варшавскую консерваторию: «Увлеклась таким революционером — моим дедом, который хотел осчастливить всё человечество; он и увлёк её за собой. А её отец, то есть мой прадед, открыл дверь и сказал: „Вон отсюда!“. Так она оказалась бесприданницей»).
Член РКП(б) с 1919 года. В 1920—1925 годах училась на медицинском факультете МГУ, после занималась журналистикой.
В Лондоне в 1930-е годы начинала карьеру оперной певицы: брала уроки пения у Манлио Ди Вироли, у Фёдора Комиссаржевского училась технике речи, впоследствии пела даже в большом радиоконцерте в Лондоне, получила приглашение в труппу Большого театра от Николая Голованова.
В 1923—1924 годах была замужем за крупным большевистским деятелем Леонидом Серебряковым. После их развода дочь Зоря осталась жить с отцом.
С 1925 года — замужем за первым наркомом финансов Григорием Сокольниковым.
Как собственный корреспондент «Комсомольской правды» и «Известий» в 1927 году побывала в Китае (по словам Г. Тартыковой-Сокольниковой, была рекомендована Горьким), затем в 1927—1928 годах — в Женеве и Париже. В 1930—1932 годах вместе с мужем была в Англии.
По легенде, после выхода в 1933 году в печать её памфлета «Очная ставка: картины английской жизни», Чемберлен (в 1931—1937 гг. Канцлер казначейства) запретил ей въезд в Великобританию.
Для сбора материала к роману о Карле Марксе по особому разрешению ездила в Западную Европу. Роман «Юность Маркса» вышел в 1934—1935 гг.
Член СП СССР с 1934 года, исключена в 1936 году, восстановлена в 1956 году.
В 1936 году арестована вслед за мужем, исключена из партии за «потерю бдительности и связь с врагом народа». (По Тартыковой-Сокольниковой: «Соседка вспоминала, что в 1937-м, когда осудили отца, мама попала „в Кащенко“ (Московская психиатрическая больница № 1) из-за того, что пыталась выброситься из окна, душила Зорю, свою дочь от первого брака, в общем, ужасы и буйное помешательство».
Из книги Галины Серебряковой: «…Это был последний проблеск мысли в моём заболевшем мозгу. Обе оконные створки оказались наглухо закрытыми, но я уже не понимала этого и с размаху, головой вперед, бросилась в окно. Стекло рассекло мне голову и порезало лицо. С отчаянным криком ко мне подбежала Зоря и пыталась вытащить из разбитой рамы. Я начала, как мне рассказывали потом, душить покорную шею девочки, не понимавшей, что мать её сошла с ума».)
В июне 1937 года выслана в Семипалатинск вместе с матерью (по утверждению Г. Тартыковой-Сокольниковой, Бронислава Сигизмундовна добровольно отправилась в ссылку) и двухлетней дочерью, там в декабре была вновь арестована и в 1939 году приговорена к 8 годам заключения как «жена врага народа». В 1945 году была освобождена и поселилась в Джамбуле, где работала фельдшером.
28 мая 1949 года Галина Серебрякова была вновь арестована, и Особое совещание при МГБ СССР 12 ноября 1949 года приговорило её к 10 годам лишения свободы по обвинению в «контрреволюционной агитации и участии в контрреволюционной организации».
В августе 1955 года она была освобождена из заключения и направлена в ссылку в Джамбул, но вскоре была освобождена и из ссылки.
В 1956 году была полностью реабилитирована и восстановлена в партии; возобновила писательскую деятельность.
В начале 1960-х закончила свою трилогию о Марксе, содержащую обширный познавательный материал по истории Западной Европы XIX века. После реабилитации сохранила преданность партии, активно выступала против либеральных тенденций в советской литературе: в марте 1957 года участвовала в кампании против романа В. Д. Дудинцева «Не хлебом единым», в 1963 году на встрече Н. С. Хрущёва с писателями выступила с обвинениями в адрес И. Г. Эренбурга. В 1967 году в Париже на польском языке был напечатан её роман «Смерч» о пребывании в лагере, против чего она выступила с официальным протестом. На русском языке роман появился только в 1989 году.
В последние годы жизни стала верующей, оставаясь при этом фанатичной коммунисткой. На шее носила крестик, а в кармане платья — партийный билет.
Похоронена на Переделкинском кладбище.
Награждена орденом Трудового Красного Знамени.
Дочь, Гелиана Тартыкова-Сокольникова, вспоминала о матери: «Сплетен о ней я наслушалась кучу. Если я поднимала руку, чтобы поймать машину, — сразу подвозили и говорили о маме: „Ну да, она же агентом КГБ была“. Так Солженицын в „Гулаге“ написал, хотя это и неправда. Маму использовала ВОХР как красавицу, но она не могла быть агентом КГБ. Я Солженицыну написала в Вермонт письмо через Залыгина: „Александр Исаевич, мамы нету. Остались дети, остались внуки, сейчас уже правнуки есть. Вы же верующий, пожалуйста, не надо этого писать! Вы же не видели документов. Зоря видела протоколы допроса, остальные документы. Нету там этого!“ Он обещал убрать, но так ничего и не убрал».
В 2023 году в Переделкине (улица Лермонтова 2) открыт Дом-музей Галины Серебряковой — в доме, который она купила в 1962 году.

### Семья
- Первый муж — Леонид Петрович Серебряков
  - Дочь — Зоря (Зоя) Леонидовна Серебрякова (род. 1923, Москва)[8][9], доктор исторических наук, профессор[10]. 1-й брак (с 1942) — Илья Иванович Перевезенцев (погиб на фронте в 1944 году)[11]. 2-й брак — Генрих Соломонович Цвейг[12], родственник Стефана Цвейга[13] и Стефана Ежи Цвейга[англ.]. Зоря Серебрякова как дочь «врагов народа» в 14 лет была арестована и сослана в Семипалатинск к матери. В 1945 году получила разрешение жить в Москве, поступила в МГУ, а в 1950 году была арестована вновь. Её муж получил 25 лет за «антисоветскую агитацию», сын был отправлен в детский дом. Освободилась в 1955 году[14]. Г. Цвейг после освобождения и реабилитации работал в Институте научной информации Академии Наук СССР[15]. Зоря Леонидовна смогла добиться возвращения дачи своего отца, Леонида Серебрякова, на Николиной горе, которую после его ареста занял А. Я. Вышинский[16].
    - Внук — Виктор Генрихович Серебряков (род. 1948)[10], кандидат физико-математических наук[17], работал в Институте биохимии РАН[15].
- Второй муж — Григорий Яковлевич Сокольников
  - Дочь — Гелиана (Лана) Григорьевна Сокольникова (родилась в 1934; в замужестве — Тартыкова). Находилась в Казахстане с 1937 по 1962 годы[18]. В 1949 году поступила в фельдшерско-акушерскую школу в Джамбуле, работала акушеркой, фельдшером, детской медсестрой. В 1957 году, после реабилитации Г. И. Серебряковой, переехала в Ташкент, окончила в 1961 году педагогический институт (дошкольное отделение), затем ординатуру при Центральном институте усовершенствования врачей. С 1962 года жила в Москве, работала в райздравотделе и Министерстве обороны СССР в отделах по охране детства.
    - Внучка — Альфия Ниязовна Попова (род. 1957), учитель русского языка и литературы[4]
- Дочь — Кадыкова Тереза (Татьяна) Ивановна[19] (1943—2021, отец Анисим Моисеевич Гибало[7]).
  - Внучка — Наталья Таганова (род. 1962)[7].

## Сочинения
- Зарисовки Китая, 1927
- Женщины эпохи французской революции, 1929
- Рикша, 1931
- Пища для души, 1933
- Люди предместья Круа-Русс, 1933
- Очная ставка: картины английской жизни, 1933
- Юность Маркса, 1934—1935
- Одна из Вас, 1959
- Похищение огня, 1961
- Вершины жизни, 1962
- Карл Маркс, 1962 (серия ЖЗЛ)
- Прометей. Трилогия (Юность Маркса. Похищение огня. Вершины жизни), 1963
- Странствия по минувшим годам, 1963
- Предшествие, 1966
- Маркс и Энгельс, 1966 — (серия ЖЗЛ)
- Собрание сочинений в 5 томах. М., Художественная литература, 1967—1968
- Smiercz // «Kultura», Paris, 1967, № 7—8
- О других и о себе, 1968; 2-е изд., дополненное. — М., Советский писатель, 1971
- Из поколения в поколение, 1973
- Собрание сочинений в 6 томах. М., Художественная литература, 1977—1980.
- Смерч // «Дело №…» — Алма-Ата, 1989

### Фото
- Московская красавица: Галина Серебрякова
- Галина Серебрякова, 1936 год
- Г. И. Серебрякова, 1963 год
- Серебрякова Галина Иосифовна (1905—1980) // Котлас литературный